# Kaján Norbert
Kaján Norbert Gábor (Budapest, 2004. szeptember 11. –) korosztályos magyar válogatott labdarúgó, a Ferencváros játékosa.

## Pályafutása

### Klubcsapatokban
Kaján Norbert a Ferencvárosi TC saját nevelésű játékosa. 2009-ben, öt éves korában került a klubhoz, és végigjárta az utánpótlás csapatokat. A 2022–23-as szezonban a tartalékcsapat meghatározó játékosa volt, és a szezon végén lehetőséget kapott, hogy bemutatkozzon az első csapatban. A Ferencváros akkori edzője, Sztanyiszlav Csercseszov a Debrecen elleni, idegenben elveszített mérkőzésen küldte be csereként. Egy héttel később, a bajnokság zárómérkőzésén a kezdőcsapat tagja volt a Mezőkövesd Zsóry ellen.
A bemutatkozása után a nyári edzőtáborba is meghívták. Elmondása szerint Sigér Dávid és Anderson Esiti segítette az ő, és fiatal játékostársai beilleszkedését a leginkább.
A 2023–24-es szezon óta a Ferencváros partnercsapatában, a másodosztályú Soroksárban szerepelt kölcsönben. A szerződése értelmében egyszerre játszhatott Soroksáron és a Ferencvárosban, ennek köszönhetően 2024. november 7-én európai kupamérkőzésen léphetett pályára a Pascal Jansen vezette Ferencvárosban, a Dinamo Kijev ellen.

## Családja
Nővére Kaján Zsanett válogatott labdarúgó, aki szintén a Ferencváros nevelése.
Édesapja is labdarúgó volt, a Ganz-Mávagban futballozott.

## Sikerei, díjai
Ferencváros
- Magyar bajnok (2): 2022–23, 2024–25[2]